# UTC−0:44
UTC−0:44 (denumit și Ora de Monrovia / Monrovia Mean Time sau Ora de Liberia / Liberian Time) a fost un fus orar aflat cu 44 minute înainte UTC. UTC−0:44 a fost folosit în Liberia până pe 1 mai 1972 ca ora standard. Înainte de 1 martie 1919 ora exactă a fost GMT−0h 43m 08s (Greenwich Mean Time era atunci baza pentru ora legală). Din 1972 Liberia folosește fusul orar UTC±0. 